# Osman Saleh Mohammed
Osman Saleh Mohammed (Asmara, 1948) è un politico eritreo, ministro degli Esteri dell'Eritrea dal 18 aprile 2007. In precedenza, è stato ministro dell'Istruzione dal 1993 al 2007.

## Biografia
In seguito all'indipendenza eritrea del 24 maggio 1993, il presidente Isaias Afewerki lo nominò ministro dell'Istruzione del Paese africano. In tale veste, egli avviò la transizione del sistema scolastico dal modello tipico del Fronte di Liberazione del Popolo Eritreo verso un apparato nazionale.
Nell'ambito di un rimpasto esecutivo, il 18 aprile 2007 è stato quindi nominato ministro degli Esteri.